# Siêu bão địa cầu
Siêu bão địa cầu (tên gốc tiếng Anh: Geostorm) là một phim điện ảnh đề tài thảm họa của Mỹ năm 2017 do Dean Devlin đạo diễn, sản xuất và đồng biên kịch, đồng thời đây cũng là tác phẩm điện ảnh đạo diễn đầu tay của ông. Phim có sự tham gia diễn xuất của Gerard Butler, Jim Sturgess, Abbie Cornish, Alexandra Maria Lara, Richard Schiff, Robert Sheehan, Ngô Ngạn Tổ, Eugenio Derbez, Ed Harris và Andy García. Nội dung phim theo chân một nhà thiết kế vệ tinh trong nỗ lực giải cứu thế giới khỏi cơn siêu bão địa cầu xảy ra do trục trặc của các vệ tinh kiểm soát khí tượng.
Quá trình quay phim chính bắt đầu từ ngày 20 tháng 10 năm 2014 tại New Orleans, Louisiana. Sau những lần chiếu thử không nhận được phản hồi tích cực, công tác quay lại được bắt đầu vào tháng 12 năm 2016 với giám đốc sản xuất Jerry Bruckheimer, nhà biên kịch Laeta Kalogridis và đạo diễn mới Danny Cannon. Siêu bão địa cầu là dự án hợp tác sản xuất đầu tiên giữa hai hãng Skydance Media và Warner Bros. Pictures. Phim được hãng Warner Bros. công chiếu tại Mỹ vào ngày 20 tháng 10 năm 2017 dưới định dạng 2D, 3D và IMAX 3D. Tại Việt Nam, phim được công chiếu trước đó một tuần vào ngày 13 tháng 10 năm 2017. Siêu bão địa cầu thu về 208 triệu USD toàn cầu và nhận được chủ yếu các nhận xét tiêu cực từ giới phê bình cho cốt truyện "thiếu cảm hứng" và kỹ xảo điện ảnh "lờ đờ".

## Nội dung
Năm 2019, sau nhiều thảm họa thiên nhiên, một liên minh quốc tế đã vận hành "Dutch Boy", một hệ thống vệ tinh kiểm soát khí hậu. Sau khi nó vô hiệu hóa một cơn bão ở Thượng Hải, một tiểu ban Thượng viện Hoa Kỳ đã khiển trách kiến trúc sư trưởng Jake Lawson, người đã đưa Dutch Boy lên mạng mà không được phép. Anh được thay thế bởi anh trai Max, người làm việc dưới quyền Ngoại trưởng Hoa Kỳ Leonard Dekkom.
Ba năm sau, một nhóm của Liên Hợp Quốc đóng quân ở sa mạc Registan phát hiện ra một ngôi làng băng giá.  Makmoud Habib, một kỹ sư Ấn Độ làm việc trên Trạm vũ trụ khí hậu quốc tế (ICSS), sao chép dữ liệu từ vệ tinh chịu trách nhiệm về Afghanistan vào ổ cứng trước khi thiệt mạng trong một vụ tai nạn.
Sau khi thuyết phục Tổng thống Hoa Kỳ Andrew Palma tiến hành một cuộc điều tra, Max thuyết phục Jake đến ICSS để điều tra. Ở Hồng Kông, một vệ tinh làm tăng nhiệt độ nghiêm trọng, gây ra lửa xoáy và đánh sập nhiều tòa nhà.
Jake đến ICSS để kiểm tra các vệ tinh bị trục trặc, bị hỏng và dữ liệu của chúng bị xóa. Anh ta làm việc với chỉ huy trạm Ute Fassbinder và phi hành đoàn của cô, bao gồm kỹ sư Eni Adisa, chuyên gia hệ thống Duncan Taylor, kỹ thuật viên Al Hernandez và nhân viên an ninh Ray Dussette. Họ lấy lại được ổ cứng nhưng giấu nó với phi hành đoàn vì nghi ngờ có kẻ phản bội. Kiểm tra dữ liệu, họ phát hiện ra rằng một loại virus đã được đưa vào, gây ra trục trặc và xóa sạch quyền truy cập đăng nhập của những người cấp cao chủ chốt vào vệ tinh.
Nghi ngờ Palma đang sử dụng Dutch Boy làm vũ khí, Jake nói với Max rằng anh cần khởi động lại hệ thống để loại bỏ virus, yêu cầu mã tiêu diệt do Palma nắm giữ.  Nhân viên ICSS vô hiệu hóa các vệ tinh bị trục trặc bằng cách cố tình làm chúng ngoại tuyến do va chạm với các vệ tinh thay thế.
Trở về đất liền, Cheng Long phát hiện ra rằng anh và Max đã mất quyền truy cập đăng nhập và cảnh báo Max về một trận đại hồng thủy toàn cầu được gọi là "Geostorm" nếu sự cố vẫn tiếp tục. Cheng bị truy đuổi đến Washington, D.C. bởi một nhóm đặc vụ chính phủ lừa đảo, họ đã giết anh ta trong một vụ tai nạn giao thông, nhưng không phải trước khi anh ta nói "Zeus".
Khám phá Dự án Zeus mô phỏng các kiểu thời tiết khắc nghiệt để tạo ra Geostorm, Max nhờ bạn gái của mình, đặc vụ Sarah Wilson để lấy được mật mã. Trong thời gian này, nhóm ICSS mất quyền kiểm soát mọi hoạt động do virus khởi động chương trình tự hủy.
Trong DNC ở Orlando, Florida, Max phát hiện ra Orlando là mục tiêu tiếp theo sau khi một trận mưa đá lớn tấn công Tokyo và một đợt rét đậm ngoài khơi đã tàn phá một phần của Rio de Janeiro. Max yêu cầu sự giúp đỡ của Dekkom, thay vào đó, người lại cố gắng giết anh ta, tiết lộ mình là kẻ phá hoại.
Palma để bảo vệ anh ta khỏi các đặc vụ của Dekkom và bảo vệ mật mã tiêu diệt. Khi họ trốn thoát khỏi đấu trường trước khi một cơn bão sét phá hủy nó, Max tiết lộ hoạt động của họ và sự phản bội của Dekkom với Palma.  Sau khi qua mặt lính đánh thuê của Dekkom, cả ba bắt giữ Dekkom và đối đầu với anh ta về kế hoạch loại bỏ các quan chức được bầu khác trong hàng ngũ kế vị của nước Mỹ, cho phép anh ta thống trị thế giới đồng thời loại bỏ kẻ thù của nước Mỹ. Max và Sarah hộ tống Palma đến Trung tâm Vũ trụ Kennedy và truyền mật mã nhưng biết được rằng không thể dừng lại trình tự tự hủy.
Nhiều thảm họa xảy ra trên khắp thế giới (bao gồm lốc xoáy ở Mumbai, đợt nắng nóng ở Moskva và siêu sóng thần ở Dubai). Duncan thực sự là kẻ phản bội, kẻ chủ mưu cái chết của Habib và tạo ra những cơn bão theo lệnh của Dekkom, và Jake đã đối đầu với hắn.
Duncan, người nhận mức lương ít ỏi với tư cách là kỹ sư phần mềm, đang làm công việc đó vì tiền từ Dekkom.  Jake nói với anh ta rằng nếu anh ta không ngăn chặn Geostorm, toàn cầu sẽ bị hủy diệt vô ích. Duncan tò mò muốn biết thế giới lúc đó sẽ như thế nào.
Jake trốn thoát trong cuộc đối đầu sau đó, và Duncan vô tình phóng mình vào không gian.  Khi phi hành đoàn sơ tán khỏi trạm, Jake và Ute ở lại để đảm bảo hệ thống khởi động lại, loại bỏ vi rút và chuyển quyền kiểm soát vệ tinh cho NASA, do đó ngăn chặn Geostorm vào giây cuối cùng.
Sau đó, họ trốn thoát trong một vệ tinh thay thế khi quá trình tự hủy hoàn tất. Sau khi họ sử dụng bộ đẩy của vệ tinh thay thế làm đèn hiệu, một tàu con thoi gần đó do Hernandez lái đã đón họ.
Sáu tháng sau, Jake một lần nữa làm kỹ sư trưởng cho Dutch Boy, hiện do một ủy ban quốc tế quản lý.

## Diễn viên
- Gerard Butler vai Jake Lawson
- Jim Sturgess vai Max Lawson
- Abbie Cornish vai Đặc vụ Cơ quan Mật vụ Hoa Kỳ Sarah Wilson[7]
- Ed Harris vai Bộ trưởng Ngoại giao Hoa Kỳ Leonard Dekkom[7]
- Andy García vai Tổng thống Hoa Kỳ Andrew Palma[7]
- Richard Schiff vai Thượng Nghị sĩ Virginia Thomas Cross
- Alexandra Maria Lara vai Ute Fassbender
- Robert Sheehan vai Duncan Taylor
- Ngô Ngạn Tổ vai Thành Long
- Eugenio Derbez vai Al Hernandez
- Zazie Beetz vai Dana[1]
- Adepero Oduye vai Eni Adisa
- Amr Waked vai Ray Dussette
- Talitha Bateman vai Hannah Lawson
- Billy Slaughter vai Karl Dright
- Tom Choi vai Người đại diện của Trung Quốc, Lee
- Mare Winningham vai Tiến sĩ Jennings

## Sản xuất
Quá trình tiền sản xuất bắt đầu từ ngày 7 tháng 7 năm 2014. Với kinh phí ban đầu là 82 triệu USD, quá trình quay phim chính bắt đầu từ ngày 20 tháng 10 năm 2014 tại New Orleans, Louisiana, và kết thúc vào ngày 10 tháng 2 năm 2015. Phim được ghi hình trên Đại lộ Loyola trong ngày đầu tiên bấm máy. Một vài cảnh quay liên quan tới NASA được thực hiện tại Michoud Assembly Facility ở New Orleans vào tháng 11 năm 2014 và tháng 1 năm 2015.
Sau những lần chiếu thử không nhận được phản hồi tích cực trong tháng 12 năm 2015, 15 triệu USD cho công tác quay lại đã được thực hiện vào tháng 12 năm 2016, với nhà sản xuất điều hành Jerry Bruckheimer, nhà biên kịch Laeta Kalogridis và đạo diễn mới Danny Cannon. Nhiều nhân vật đã được bổ sung thêm vào trong kịch bản mới.

## Phát hành
Phim ban đầu được dự định công chiếu vào ngày 25 tháng 3 năm 2016, nhưng vào tháng 8 năm 2014, hãng Warner Bros. đã hủy lịch chiếu này của Siêu bão địa cầu để thế chỗ cho Batman đại chiến Superman: Ánh sáng công lý. Ngày 11 tháng 12 năm 2014, hãng Warner Bros. dời ngày công chiếu của bộ phim người đóng Mowgli sang năm 2017 và chuyển ngày công chiếu cũ của phim này, ban đầu là ngày 25 tháng 3 năm 2016, rồi sau đó chuyển thành 21 tháng 10 năm 2016, cho Siêu bão địa cầu. Sau đó tới tháng 9 năm 2015, hãng phim lại tiếp tục dời ngày phim công chiếu tới ngày 13 tháng 1 năm 2017. Vào tháng 6 năm 2016, hãng lại tiếp tục công bố lịch chiếu của phim đã bị rời sang ngày 20 tháng 10 năm 2017. Siêu bão địa cầu cũng được công chiếu dưới định dạng IMAX.

## Tiếp nhận

### Doanh thu phòng vé
Tính đến  ngày 18 tháng 12 năm 2017, Siêu bão địa cầu đã thu về tổng cộng 33,4 triệu USD tại thị trường Mỹ và Canada, và 175 triệu USD tại các thị trường ngoại địa, nâng tổng doanh thu toàn cầu lên 208,4 triệu USD, so với kinh phí làm phim 120 triệu USD.
Tại Bắc Mỹ, Siêu bão địa cầu được công chiếu cùng thời điểm với Boo 2! A Madea Halloween, The Snowman và Không lối thoát hiểm, và được dự kiến sẽ thu về 10–12 triệu USD từ 3.246 rạp chiếu trong dịp cuối tuần ra mắt. Phim không có buổi chiếu sớm đêm thứ năm, và thu về 4,2 triệu USD vào ngày thứ sáu. Phim cuối cùng thu về 13,3 triệu USD sau ba ngày ra mắt, về thứ hai trên bảng xếp hạng doanh thu phòng vé. Vì kinh phí làm phim khá lớn, phim có thể gây lỗ 100 triệu USD.

### Đánh giá chuyên môn
Trên hệ thống tổng hợp kết quả đánh giá Rotten Tomatoes, phim nhận được 13% lượng đồng thuận dựa theo 69 bài đánh giá, với điểm trung bình là 3,6/10. Các chuyên gia của trang web nhất trí rằng, "Thiếu đi những hình ảnh sâu sắc, nhân vật có chiều sâu, hay sự kịch tính, Siêu bão địa cầu với mục đích trở thành một bộ phim đề tài thảm họa hoành tráng cuối cùng lại trở thành thảm họa của một bộ phim." Trên trang Metacritic, phần phim đạt số điểm 21 trên 100, dựa trên 22 nhận xét, chủ yếu là những nhận xét tiêu cực. Lượt bình chọn của khán giả trên trang thống kê CinemaScore cho phần phim điểm "B−" trên thang từ A+ đến F.
Mark Kermode từ chương trình phát thanh Kermode and Mayo's Film Review cho rằng bộ phim đã "đưa sự ngu dốt lên một tầm cao mới." Hiếu Trịnh đại diện cho Zing đã chấm cho phim điểm 6/10 cùng lời đề, "Với sự tham gia của ngôi sao Gerard Butler, Siêu bão địa cầu là tác phẩm mang đề tài thảm họa sở hữu phần hình ảnh ấn tượng nhưng lại chưa thể đem tới sự mới mẻ về mặt nội dung."